# 座右銘
座右銘（英语：Motto）指個人、組織等引以為自我警诫的短句或格言，代表着精神、意志、信念等，一般以排比形式出現。家族、學校、公司等都可能有座右銘，當中學校的訓詞稱為校訓，家族的訓詞稱為家訓。
中文中的词源来自于《文选·崔瑗·座右铭》唐開元年間吕延济题注：「瑗兄璋为人所杀，瑗遂手刃其仇，亡命，蒙赦而出，作此铭以自戒，尝置座右，故曰座右铭也。」中華文化傳統的四項美德，通稱「四維」。民國二十八年（1939年）起，中華民國教育部將「禮義廉恥」定為國訓。
華人社會的座右銘固然會以中文寫成；歐美文化則多以拉丁語或罗曼语族語言寫成。但這也不無例外，例如美國夏威夷州的座右銘用夏威夷語，英格蘭薩默塞特郡用古英语。

## 示例
- 以下資料摘錄自《成功者的座右銘（英语：A New Treasury of Words to Live By）》

「使我們快樂的日子，也使我們聰明。」----曼殊斐德
快樂像一副眼鏡，矯正了你性靈上的視力，不快樂時，你的思想轉向您情感上的悲痛，視野被一垛墻所遮蔽。

「設身處地」----查雷莱斯·里德
只要看見有人詆毀另一方時，永遠用同一個問題問，
「設身處地，你會怎麼辦?」

「一位老人說，別看不起你身邊的兄弟，因為你不曉得聖靈是在你裏面，或者是在他裏面。」----马丁·德米斯神父

「我相信……。」----使徒信經

一位企業家的看法----丹尼科尔·斯法奇
很久以來，我就從事蒐集格言，作為一個統計家(丹尼科尔·斯法奇)，我急於知道哪些格言是一般美國人評價最高的。所以我進行了一次格言調查，選了一份幾近100條著名的格言，然後寄給全國各地的一批人士，以取得橫斷面的意見。下面是投票結果。
一、	你們願意人怎樣待你們，你們也要怎樣待人。----《新約》 (1237票)
二、	認識你自己。----《蘇格拉底》 (1225票)
三、	任何值得做的事，就值得做好。---- 切斯特·菲尔德伯爵(744票)
七、他心怎樣思量，他為人就是怎樣。----《舊約》箴言(615票)
九、行動說得比話響。----古諺(579票)

十、一兩預防抵得過一斤補救----英國古諺(564票)